# Château de Blanzat (Puy-de-Dôme)
Pour les articles homonymes, voir Château de Blanzat (homonymie).
Le château de Blanzat est un édifice situé à Blanzat, en France.

## Localisation
Le château de Blanzat est situé sur le territoire la commune de Blanzat, 256 rue de la Libération, dans le département du Puy-de-Dôme, en région Auvergne-Rhône-Alpes.

## Description
Le château de Blanzat est une demeure du XVIIIe siècle d'aspect composite remaniée au XIXe siècle par l'adjonction d'un comble à la française qui lui donne une allure de château du XVIIe siècle. Les façades ont conservé leur ordonnance de l'époque néo-classique. Le jardin est clos de murs avec une orangerie et des allées sinueuses dans le goût anglais. Les décors intérieurs correspondent à l'époque de la construction ou du remaniement.

## Historique
Le château de Blanzat date du XVIIIe siècle. Il est inscrit aux monuments historiques par un arrêté du 7 octobre 1991 (éléments protégés : château, y compris escalier, chambre à alcôve, salle de bains, salon à plafond peint, grand salon lambrissé à plafond à caissons ; jardin avec son mur de clôture, son portail d'entrée et son orangerie).